# 诺斯托夫
诺斯托夫（德語：Nostorf）是德国梅克伦堡-前波美拉尼亚州的一个市镇。总面积20.08平方公里，总人口866人，其中男性470人，女性396人（2011年12月31日），人口密度43人/平方公里。